# 韦尔瑟家族
韦尔瑟家族（又譯韋爾澤家族、维尔泽家族、韦尔沙尔家族等），是15、16世纪德意志著名的工商业和高利贷家族。在奥格斯堡，经营对外贸易和银行业务，其分支遍布整个西欧。曾对哈布斯堡王朝和法国、波兰等国国王进行贷款，取得许多经济特权。与富格尔家族共同资助查理五世贿选为神圣罗马帝国皇帝，取得掠夺美洲殖民地的权利，并在在委内瑞拉建立殖民地。17世纪初破产。

## 歷史

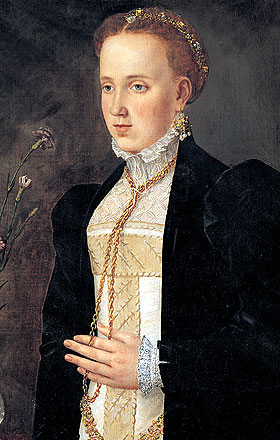
菲律宾·韦尔瑟, 斐迪南二世之妻肖像，藏于安布拉斯城

韦尔瑟家族的歷史可以追溯到13世紀，後來作爲著名商人而廣爲人知。在15世紀至16世紀，韦尔瑟家族的分支分別定居於紐倫堡和奥地利大公国。

### 委內瑞拉省購買

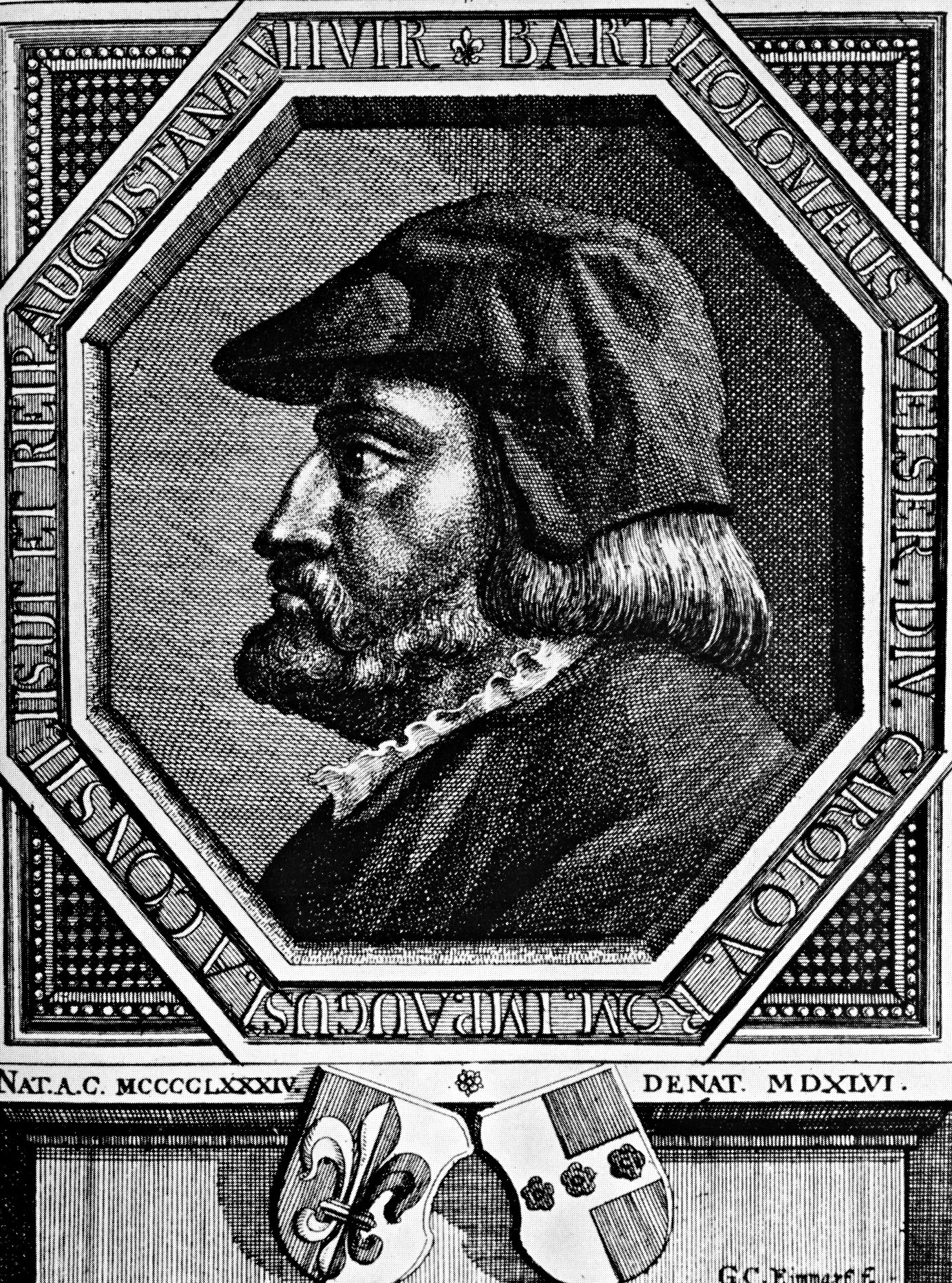
巴尔托洛梅斯·韦尔瑟，格奥尔格·克里斯托弗·艾因马尔特雕

巴尔托洛梅斯·韦尔瑟借予查理五世大量資金，並於1528年獲得委內瑞拉省作爲抵押。
1. ↑  Appuhn 2002:economic development
2. ↑  Berriman 1953:weights and measures